# 大阪大学医疗技术短期大学部
大阪大学医疗技术短期大学部（日语：／ Osaka Daigaku Iryōgijutsu Tanki Daigaku *），简称医短，是过去一所位于日本大阪府丰中市的国立短期大学。

## 概要

### 简介
- 源流即大阪医学校附属产婆培养所成立于1898年[1]、X射线技师学校成立于1952年[2]、卫生检查技师学校成立于1965年[3]。短期大学为于1967年开办、由大阪大学经营。招生到1993年、停办于1996年[4]。为男女同校。

### 历史
- 1967年 今年6月大阪大学医疗技术短期大学部成立并同时设置三个学科、以下列举。
  - 护理学科[1]
  - 诊疗放射线技术学科[2]
  - 卫生技术学科[3]
- 1993年 招生最后、次年停止招生（正式停办于1996年3月31日[4]）。

## 学校环境
- 校区：在了大阪府丰中市[注 1]

## 历任校长
- 冈田实：第一代短期大学校长[5][6]。
- 金森顺次郎：最后短期大学校长[5][7]。

## 组织

### 学科
- 护理学科[1]
- 诊疗放射线技术学科[2]
- 卫生技术学科[3]

### 专科
| - 没有 |

### 业余课程
| - 没有 |

## 相关链接
- 日本短期大学列表